# Centralna Szkoła Instruktorów Zuchowych ZHP w Oleśnicy

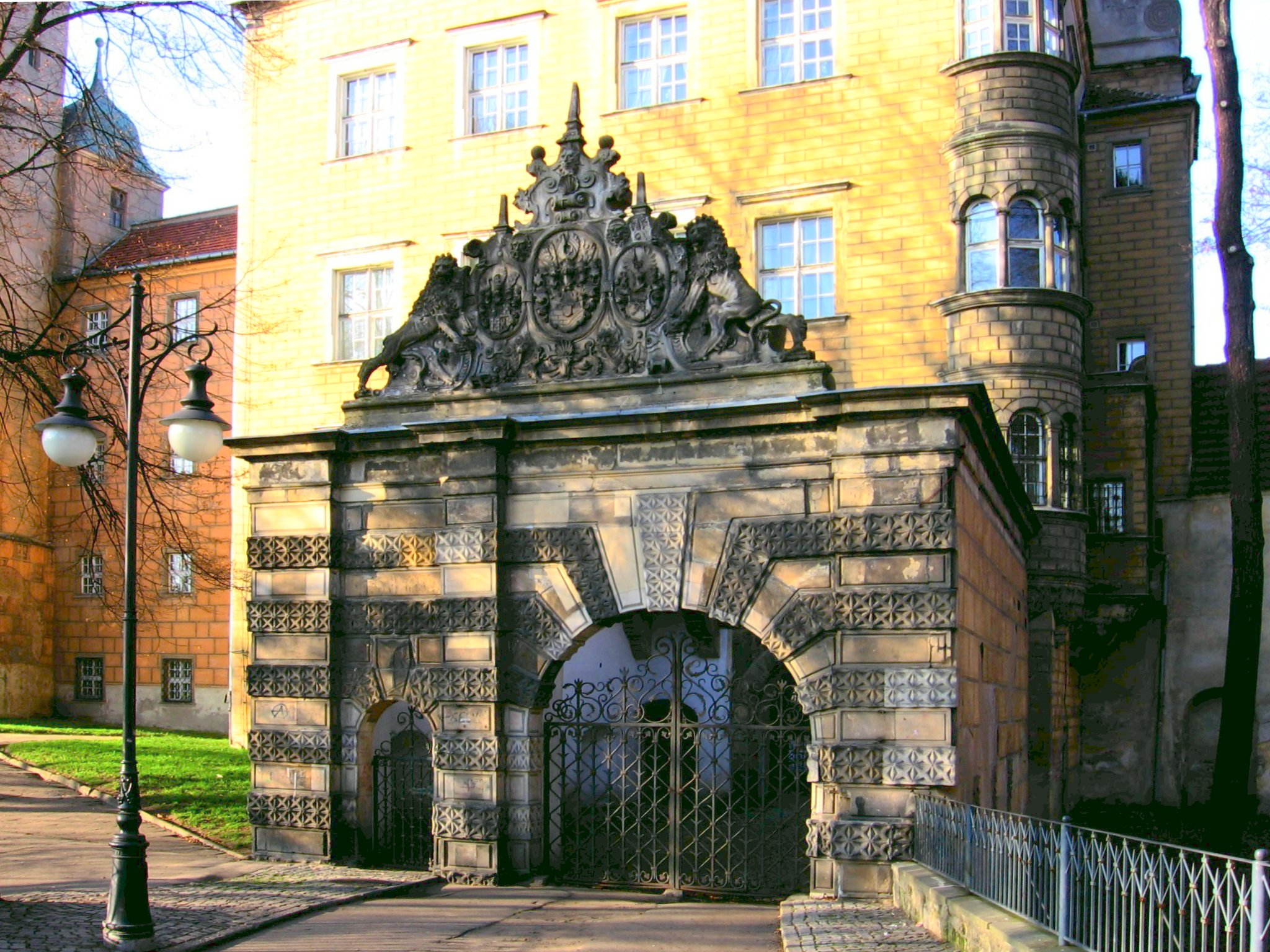
Furta w bramie zamku książęcego, siedziby CSIZ ZHP

Centralna Szkoła Instruktorów Zuchowych ZHP w Oleśnicy (CSIZ ZHP) – centralny ośrodek kształcenia instruktorów zuchowych Związku Harcerstwa Polskiego. Miała swoją siedzibę w XIV-wiecznym Zamku Książąt Oleśnickich w Oleśnicy. Została zlikwidowana na początku lat 90. XX wieku. Jej działalność kontynuuje Centralna Szkoła Instruktorska ZHP.